# Selección femenina de rugby playa de Colombia
La selección femenina de rugby playa de Colombia es el representativo de dicho país en las competencias internacionales oficiales de rugby desarrolladas en playa.
Su debut en las competencias oficiales en la disciplina fue en el torneo de los Juegos Bolivarianos 2016.

## Plantel

### Juegos Suramericanos 2023
| Colombia Playa Femenino         |
| ------------------------------- |
| Isabel Ramírez Quintero         |
| Juliana Soto Espinosa           |
| Laura Aguilar                   |
| Laura Valentina Álvarez         |
| Leidy Viviana Soto Espinosa     |
| Natalia Caycedo Cruz            |
| Paola Valentina Delgado         |
| Yamileth Andrea Ramirez Agudelo |
| Yuriza Paola Martínez Galán     |
| Angela Alzate                   |

## Participación en copas

### Juegos Suramericanos
- Punta del Este y Montevideo 2009: No participó
- Manta 2011: No participó
- La Guaira 2014: No participó
- Rosario 2019: No participó
- Santa Marta 2023: 1º puesto

### Juegos Centroamericanos y del Caribe de Playa
- Santa Marta 2022: 1º puesto [1]

### Juegos Bolivarianos de Playa
- Lima 2012: No participó
- Huanchaco 2014: No participó
- Iquique 2016: 1º puesto